# Captain Jack Is Back
Captain Jack Is Back – ósmy album niemieckiej grupy eurodance Captain Jack. Album wydano 19 listopada 2008, jest to pierwszy album po reaktywacji grupy, po czteroletniej przerwie oraz pierwszy album bez udziału Franky’ego Gee, który zmarł w 2005 roku. Kompilacja nie jest w całości albumem z gatunku eurodance, jaki grupa reprezentowała na początku swojego istnienia, przypomina mieszankę stylów R&B oraz pop. Album zapowiadał głównie singel Turkish Bazar, ale na nieoficjalnym bonus tracku umieszczono utwór Captain Jack 2008 będący odświeżoną wersją utworu z 1995 roku w wykonaniu Johna Le DJ. W serwisie YouTube ukazała się krótka wersja klipu Turkish Bazar zapowiadająca album i ten singel jest również normalną wersją teledysku. Na albumie umieszczono również stare utwory zespołu takie jak: Captain Jack, Drill Instructor, Soldier Soldier i Only You na pozycjach od 13 do 16.

## Lista utworów
1. Mission Complete (Intro)
2. Turkish Bazar
3. We Will Rock You
4. Push It Up
5. Rainbow In The Sky
6. Free
7. Dreams
8. Hit The Road Jack
9. Base Jam
10. Take Me Away
11. Say Captain Say What
12. I Was A Fool
13. Captain Jack
14. Drill Instructor
15. Soldier Soldier
16. Only You
17. Turkish Bazar (DJ Falk House Mix)
18. Captain Jack 2008 (vs John Le DJ) (utwór dodatkowy)